# Giant Center
«Джайант-центр» (англ. Giant Center) — многофункциональная арена, расположенная в Херши, штат Пенсильвания, США. Открытие арены состоялось в 2002 году.
На арене проводит свои матчи хоккейная команда «Херши Бэрс», старейший член 
Американской хоккейной лиги, с 1938 года.
В 2002 году «Джайант Центр» заменил «Хершипарк-арену» в качестве домашнего стадиона «Бэрс».